# Caecidotea nortoni
Caecidotea nortoni is een pissebed uit de familie Asellidae. De wetenschappelijke naam van de soort is voor het eerst geldig gepubliceerd in 1966 door Steeves.